# Cò quăm
Cò quăm là một nhóm các loài chim thuộc phân họ Threskiornithinae, họ Cò quăm (Threskiornithidae). Các loài thuộc phân họ này sống ở vùng ngập nước, rừng và đồng bằng.

## Phân loại
Hiện phân họ này có 29 loài còn tồn tại và 4 loài tuyệt chủng:
| Hình ảnh | Chi                               | Loài |
| -------- | --------------------------------- | --- |
|          | Threskiornis G.R. Gray, 1842      | - Cò quăm trắng châu Phi, Threskiornis aethiopicus - Cò quăm Madagscar, Threskiornis bernieri - Cò quăm trắng Australia, Threskiornis molucca/moluccus - Cò quăm cổ vàng rơm, Threskiornis spinicollis - †Cò quăm trắng Réunion, Threskiornis solitarius - Cò quăm đầu đen, Threskiornis melanocephalus |
|          | Pseudibis Hodgson, 1844           | - Cò quăm đen Ấn Độ, Pseudibis papillosa - Cò quăm cánh xanh, Pseudibis davisoni - Cò quăm lớn, Pseudibis gigantea |
|          | Geronticus Wagler, 1832           | - Cò quăm hói phương bắc, Geronticus eremita - Cò quăm hói phương nam, Geronticus calvus |
|          | Nipponia Reichenbach, 1850        | - Cò quăm mào Nhật Bản, Nipponia nippon |
|          | Bostrychia G.R. Gray, 1847        | - Cò quăm ôliu, Bostrychia olivacea - Cò quăm São Tomé, Bostrychia bocagei - Cò quăm ngực đốm, Bostrychia rara - Cò quăm Hadada, Bostrychia hagedash - Cò quăm yếm, Bostrychia carunculata |
|          | Theristicus Wagler, 1832          | - Cò quăm chì, Theristicus caerulescens - Cò quăm cổ vàng sẫm, Theristicus caudatus - Cò quăm mặt đen, Theristicus melanopis - Cò quăm Andean, Theristicus branickii |
|          | Cercibis Wagler, 1832             | - Cò quăm đuôi nhọn, Cercibis oxycerca |
|          | Mesembrinibis J.L. Peters, 1930   | - Cò quăm xanh, Mesembrinibis cayennensis |
|          | Phimosus Wagler, 1832             | - Cò quăm mặt trần, Phimosus infuscatus |
|          | Eudocimus Wagler, 1832            | - Cò quăm trắng châu Mỹ, Eudocimus albus - Cò quăm đỏ, Eudocimus ruber |
|          | Plegadis Kaup, 1829               | - Quắm đen, Plegadis falcinellus - Cò quăm mặt trắng, Plegadis chihi - Cò quăm Puna, Plegadis ridgwayi |
|          | Lophotibis L. Reichenbach, 1853   | - Cò quăm mào Madagascar, Lophotibis cristata |
|          | † Apteribis Olson & Wetmore, 1976 | - †A. glenos Olson & Wetmore, 1976 Molokai flightless ibis - †A. brevis Olson & James, 1991 Maui flightless ibis |

Một loài đã tuyệt chủng, cò quăm Jamaica hay cò quăm cánh chùy (Xenicibis xympithecus) có đặc điểm độc đáo là đôi cánh giống chùy của nó.